# Adam Gawlas
Adam Gawlas (* 18. února 2002 Třinec) je český profesionální šipkař a dvojnásobný juniorský vicemistr světa.

## Kariéra

### 2019
Šipkám se profesionálně věnuje od roku 2019, přesto již zaznamenal několik úspěchů. Jeho prvním turnajem byl 10. podnik PDC European Tour, konkrétně Austrian Darts Championship v Rakousku, do kterého se probojoval díky vítězství ve východoevropské kvalifikaci. V 1. kole porazil 6–5 Rosse Smithe, poté ale uhrál pouze dva legy proti domácímu Mensuru Suljovićovi, který nakonec turnaj vyhrál. Dále se s juniorským týmem České republiky zúčastnil World Cupu organizace JDC (Junior Darts Corporation), kde skončili třetí. Stejnou pozici získali také na týmovém turnaji European Cup Youth.
Ke konci roku se dokázal probojovat do finále JDC World Championship, ve kterém podlehl Irovi Keanu Barrymu. Finále si zahrál také v listopadu na PDC World Youth Championship, kde nestačil na Angličana Luka Humphriese a prohrál s ním 0-6. Finálovou účastí si nicméně zajistil místo na prestižním turnaji Grand Slam of Darts v roce 2020.

### 2020
Na začátku ledna 2020 si vyzkoušel svou první Evropskou Q-school, ve které mají čtyři hráči možnost získat kartu PDC. Postupně skončil ve 2. kole, 1. kole a 3. kole. Nejdále došel v posledním turnaji, kde se dostal v 5. kole mezi 32 nejlepších. O několik týdnů později opět vyhrál východoevropskou kvalifikaci a měl se zúčastnit Austrian Darts Championship, turnaj byl ale kvůli pandemii koronaviru odložen. V dubnu 2020 se stal jedním z deseti účastníků nově vzniklé Tipsport Premier League 2020.
V listopadu spolu s Karlem Sedláčkem poprvé reprezentoval Česko na turnaji World Cup of Darts. V prvním kole hráli s Belgií, kterou zastupovali Dimitri Van den Bergh a Kim Huybrechts. Zápas skončil v neprospěch českého dua, které prohrálo 4–5.

### 2021
V únoru se zúčastnil Q-School, kde se nejprve probojoval do finální fáze, žádný ze čtyř následujících hracích dní ale nedokázal ovládnout. V součtu všech výsledků se ale dostal mezi osm nejlepších v rámci evropské kvalifikace a získal tak profesionální kartu, díky které se může minimálně dva roky účastnit profesionálních turnajů organizace PDC. V březnu se zúčastnil UK Open, kde byl ale v prvním kole nad jeho síly Gino Vos, se kterým prohrál 4–6.
V září spolu s Karlem Sedláčkem opět reprezentoval Česko na turnaji World Cup of Darts. Ani tentokrát se dvojici nepodařilo postoupit přes první kolo, ve kterém poměrem 2–5 nestačili na pár Krzysztof Ratajski a Krzysztof Kciuk. Díky výsledkům na dvou turnajích European Tour se kvalifikoval na mistrovství Evropy jako číslo 16 a dle předem stanoveného postupu se utkal s hráčem číslo 17, kterým byl Joe Murnan. Toho dokázal porazit poměrem 6–4 a ve druhém kole narazil na mistra světa a světovou jedničku Gerwyna Price. Soupeři hned na začátku sebral servis a ujal se vedení 2–0, následně ale dokázal získat už jen jeden leg a prohrál 3–10.

### 2023
17. prosince 2022 se stal historicky prvním českým hráčem, který dokázal na mistrovství světa postoupit do druhého kola, když porazil mistra světa organizace BDO z roku 1995 Richieho Burnetta 3–2. Ve druhém kole byl ale nad jeho síly Ryan Searle, se kterým prohrál 0–3.
V březnu se zúčastnil UK Open, kde byl nasazen do třetího kola. Postoupil až do semifinále, a to mimo jiné díky vítězství 10–8 nad bývalým mistrem světa Robem Crossem. Porazit ho dokázal až celkový vítěz turnaje Andrew Gilding, se kterým prohrál 6–11.

## Výsledky na mistrovství světa

### PDC juniorské MS
- 2019: Finalista (porazil ho Luke Humphries 0–6)

### JDC
- 2019: Finalista (porazil ho Keane Barry 3–5)

### PDC
- 2023: Druhé kolo (porazil ho Ryan Searle 0–3)

## Výsledky na turnajích

### PDC
| Turnaj                          | 2019              | 2020              | 2021              | 2022              | 2023              | 2024              |
| ------------------------------- | ----------------- | ----------------- | ----------------- | ----------------- | ----------------- | ----------------- |
| Hodnocené televizní turnaje     |                   |                   |                   |                   |                   |                   |
| Mistrovství světa               | Nekvalifikoval se | Nekvalifikoval se | Nekvalifikoval se | Nekvalifikoval se | 2R                | DNQ               |
| UK Open                         | DNP               | DNP               | 1R                | 4R                | SF                | 4R                |
| Mistrovství Evropy              | DNQ               | DNQ               | 2R                | Nekvalifikoval se | Nekvalifikoval se | Nekvalifikoval se |
| Grand Slam of Darts             | DNQ               | RR                | DNQ               | RR                | DNQ               | DNQ               |
| Nehodnocené televizní turnaje   |                   |                   |                   |                   |                   |                   |
| World Cup of Darts              | DNP               | 1R                | 1R                | 1R                | RR                | 2R                |
| Mistrovství světa juniorů       | F                 | 2R                | QF                | RR                | RR                | QF                |
| Statistika                      |                   |                   |                   |                   |                   |                   |
| Pořadí v žebříčku na konci roku | 186               | 148               | 104               | 62                | 61                |                   |

| Legenda | Legenda | Legenda | Legenda        | Legenda | Legenda           | Legenda | Legenda     | Legenda | Legenda   |
| ------- | ------- | ------- | -------------- | ------- | ----------------- | ------- | ----------- | ------- | --------- |
| #R      | kolo    | QF      | čtvrtfinále    | SF      | semifinále        | F       | finalista   | W       | vítěz     |
| RR      | skupina | DNP     | nezúčastnil se | DNQ     | nekvalifikoval se | NH      | nekonalo se | WD      | odstoupil |